# Loch Venachar
Il Loch Venachar (in gaelico, Loch Bheannchair) è un lago d'acqua dolce della Scozia. Fa parte del Parco nazionale Loch Lomond e Trossachs.

## Geografia

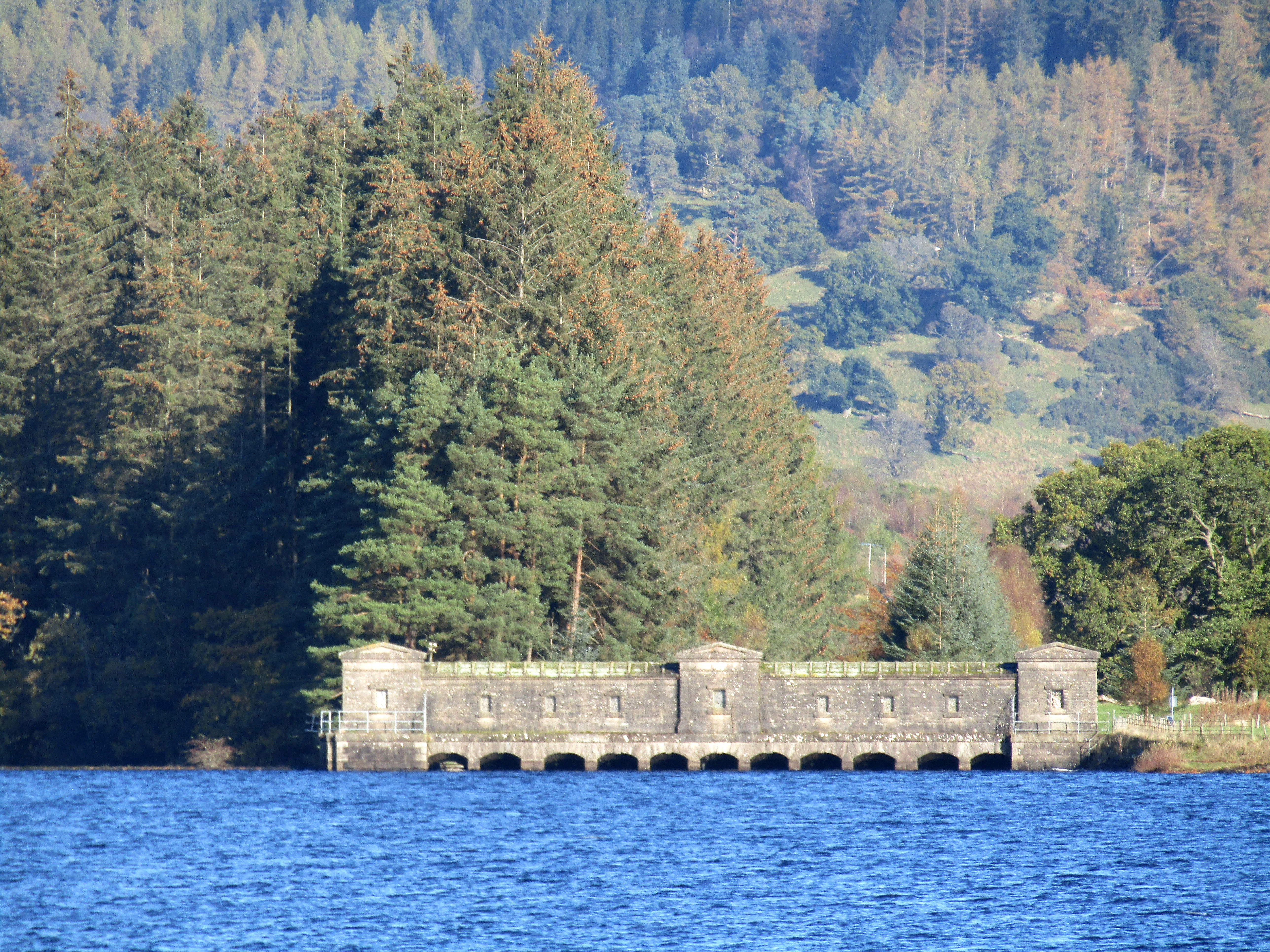
La chiusa ottocentesca

Il lago si trova a circa 82 m di quota, e misura 3,7 miglia (6,0 km) di lunghezza con una profondità massima di circa 33 metri. È situato nell'area di consiglio di Stirling, tra Callander e Brig o' Turk.
Il suo principale immissario è il fiume Black Water, che raccoglie le acque del Loch Achray. Dal lago esce l'Eas Gobhain, un breve corso d'acqua che si unisce nei pressi di Callander al fiume Leny formando il Teith.
Le pendici che scendono verso la costa meridionale del lago sono coperte da boschi . A nord del lago si trova il Ben Ledi, la prima montagne delle Highlands scozzesi venendo da sud. Sulla riva meridionale del lago si trova la Invertrossachs House, una storica residenza che venne visitata nel 1869 della Regina Vittoria.
Una chiusa che regola il livello del lago, costruita nel XIX secolo dall'ingegnere John F. Bateman, fa parte della lista dei Monumenti classificati redatta da Historic Environment Scotland

## Utilizzi

### Ciclismo e escursionismo

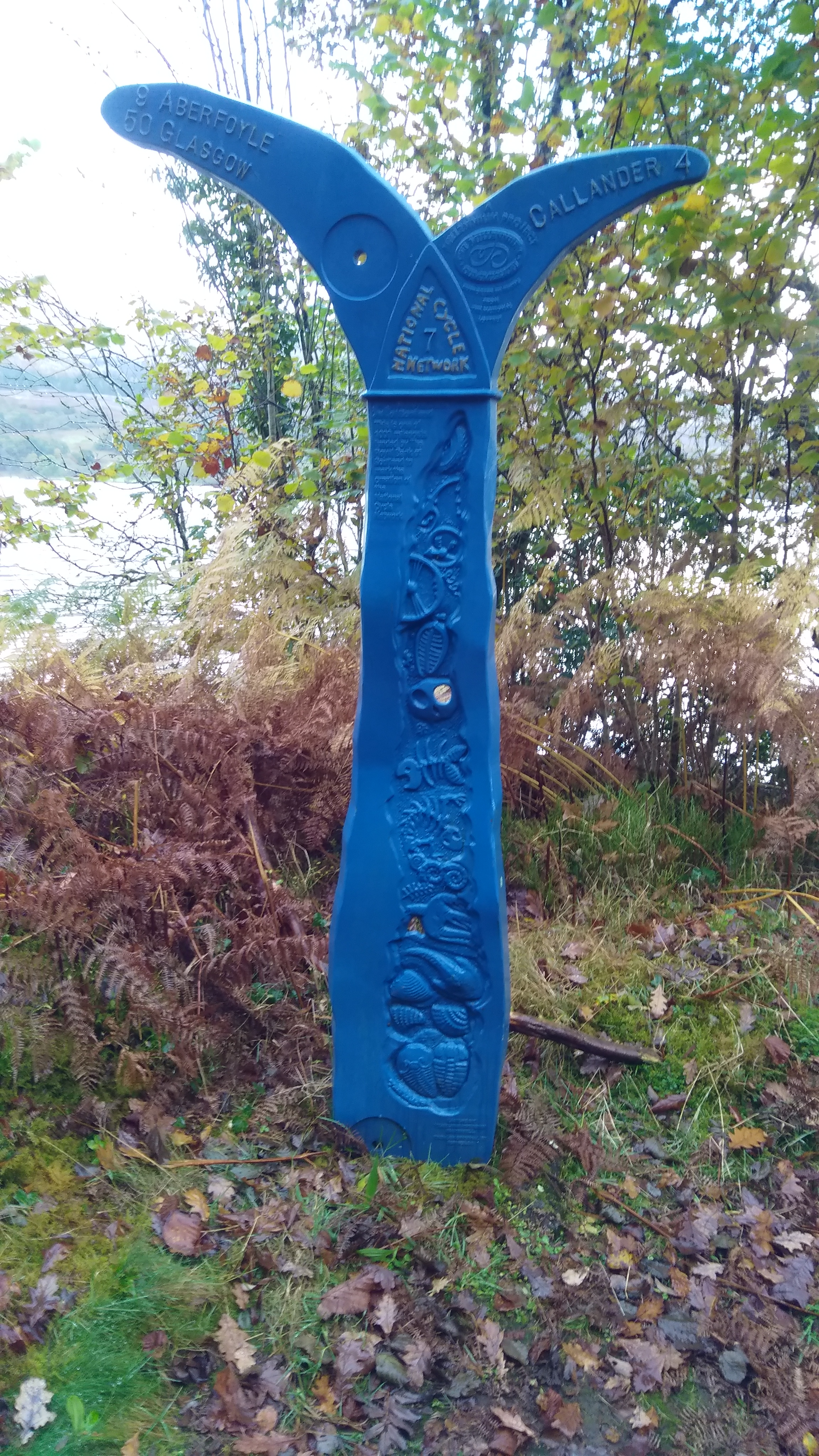
Palina indicatrice del National Cycle Network sulla riva del lago

I boschi della riva meridionale sono attraversati da numerose piste forestali, alcune delle quali conducono alle colline del Lago di Menteith, mentre altre si dirigono ad ovest verso il Loch Drunkie, il Loch Achray e i Trossachs. Un circuito ciclistico, in parte su sterrato, fa il giro del lago, la cui riva meridionale è vietata alle auto non autorizzate ed è percorsa da un ramo della rete ciclabile britannica National Cycle Network.

### Sport
Sulla sponda sud del lago si trova un club velistico (Venachar sailing club). L'associazione organizza regolarmente eventi sullo specchio d'acqua nel periodo tra marzo e ottobre.

### Pesca
Un programma di ripopolamento del lago con esemplari di trota gestito dalla Loch Venachar Association è ricominciato nel 2016; il lago è anche ricco di lucci. Per la pesca dalla riva e in barca è necessario essere titolari di un apposito permesso.